# マドリカ不動産
『マドリカ不動産』（マドリカふどうさん、英題：Madorica Real Estate）は、ギフトテンインダストリが開発し2018年10月11日に発売されたゲームソフト。
本稿では、続編の『マドリカ不動産2 -新物件の間取り謎-』（マドリカふどうさんツー しんぶっけんのまどりなぞ、英題：Madorica Real Estate 2 -The mystery of the new property-）についても記述する。

## 概要
プレイヤーは不動産会社の新入社員となり、様々な物件に棲みつくオバケの撃退を目指す。物件の各部屋内にある様々なヒントや物件の間取り図を確認しながら謎解きを進めていくという趣向で、イベントとして行われているリアル謎解きゲームをコンピュータゲーム化したような内容になっている。
各ステージでは、プレイヤーが物件の部屋の一室に閉じ込められた状態から始まる。プレイヤーは部屋の周囲を見回すことと魔法を使うことの2ついずれかの行動をとることができる。謎を解くと特定のコマンドが明らかになり、これを入力すると魔法が発動する。魔法の種類は、部屋を移動する移動魔法、障害物を透視する透視魔法、暗い部屋を明るくする通電魔法などがある。全ての謎を解くと攻撃魔法のコマンドが見つかり、これを用いてオバケを撃退すればステージクリアとなる。
物件の間取り図はゲーム内で確認できるが、ギフトテンインダストリが提供しているPDFファイル形式の間取り図を紙に印刷してペンなどでメモを書き込んだり、iOS/Android用の補助アプリ『Madorica Paper』で間取り図を表示し直接メモしたりしながらプレイすることもできる。一部の謎解きでは紙を切ったり折ったりしながら進めていくものもある。
Nintendo Switch版の発売後にSteam版が発売されたが、Steamへの移植にあたり、魔法のコマンドがゲームコントローラのボタン入力からキーボードのアルファベット入力になるなど謎解きのリメイクが行われている。
『マドリカ不動産2 -新物件の間取り謎-』では、不動産会社の支店長に任命された主人公が新たな物件でオバケの撃退を行う。作品内の謎解き要素は、株式会社グリーンダイスが運営する謎解きゲーム制作ブランド「タンブルウィード」が手掛けている。

## 開発
ギフトテンインダストリはこれまで主にアナログのボードゲーム作品を制作してきたが、海外向けに販売する場合などの配送に苦慮していたことから、客側のほうで紙に印刷して遊んでもらう方法について模索していた。そうした中で、ゲームブックの『シャーロック・ホームズ 10の怪事件』を遊んだことがヒントになる。この本は、付属の地図や住所録を参照してメモを取りながら謎解きを行うという趣向になっており、こうしたことをコンピュータゲームと紙とペンで再現できないかとの考えからプロトタイプの開発が開始された。
「間取り」というテーマは、アイデアの広がりやすさやキャッチーさを考慮し決定された。当初のコンセプトではインクジェットプリンターを用いて多重刷りをすることを前提としており、最初に1枚の紙に印刷した後、謎を解いた際に出てくるPDFの内容を同じ紙の上から印刷することで情報が追加されていき、最後の印刷で「正解」のチェックが入る、という形式だったが、多重刷りのハードルの高さから取りやめとなった。